# Kamenný Újezd (okres Rokycany)
Kamenný Újezd (německy Steinaujest) je obec v okrese Rokycany v Plzeňském kraji. Leží podél říčky Klabavy necelé tři kilometry jihovýchodně od centra Rokycan. Zástavba obce plynule navazuje na zástavbu Rokycan a Hrádku. V Kamenném Újezdu žije 961 obyvatel. Obcí vede železniční trať 175 Rokycany-Nezvěstice (zastávka Kamenný Újezd u Rokycan).

## Název
V letech 1869–1890 nesla název Kamenný Oujezd, od roku 1900 se nazývá Kamenný Újezd.

## Historie
První písemná zmínka o obci pochází z roku 1368, kdy jsou role kolem Újezda darovány rokycanskému proboštství.

## Obyvatelstvo
| Rok            | 1869 | 1880 | 1890 | 1900 | 1910 | 1921 | 1930 | 1950 | 1961 | 1970 | 1980 | 1991 | 2001 | 2011 | 2021 |
| -------------- | ---- | ---- | ---- | ---- | ---- | ---- | ---- | ---- | ---- | ---- | ---- | ---- | ---- | ---- | ---- |
| Počet obyvatel | 639  | 648  | 656  | 647  | 741  | 821  | 740  | 678  | 684  | 687  | 650  | 597  | 625  | 687  | 858  |
| Počet domů     | 85   | 98   | 96   | 97   | 108  | 126  | 146  | 209  | 190  | 196  | 199  | 239  | 247  | 267  | 349  |

## Obecní správa
Mezi lety 1869–1979 Kamenný Újezd byl obcí v okrese Plzeň (1869–1890) a později v okrese Rokycany. Od 1. ledna 1980 do 23. listopadu 1990 patřil jako část města k Rokycanům a od 24. listopadu 1990 je opět samostatnou obcí.

### Části obce
- Kamenný Újezd
- Kocanda

V letech 1869–1930 k obci patřilo i Pavlovsko.

### Obecní symboly
Znak a vlajka byly obci uděleny rozhodnutím předsedy Poslanecké sněmovny Parlamentu České republiky dne 19. února 1998.
Znak obce se skládá z beraních rohů, které symbolizují dřívější velké chovy ovcí a beranů, kterých zde bylo několik tisíc. Pod tím jsou dva černé pruhy, mezi které je vtěsnán jeden zlatý a tyto pruhy symbolizují vliv města Rokycan na zdejší území.

## Pamětihodnosti
- Venkovská usedlost čp. 12

## Další fotografie

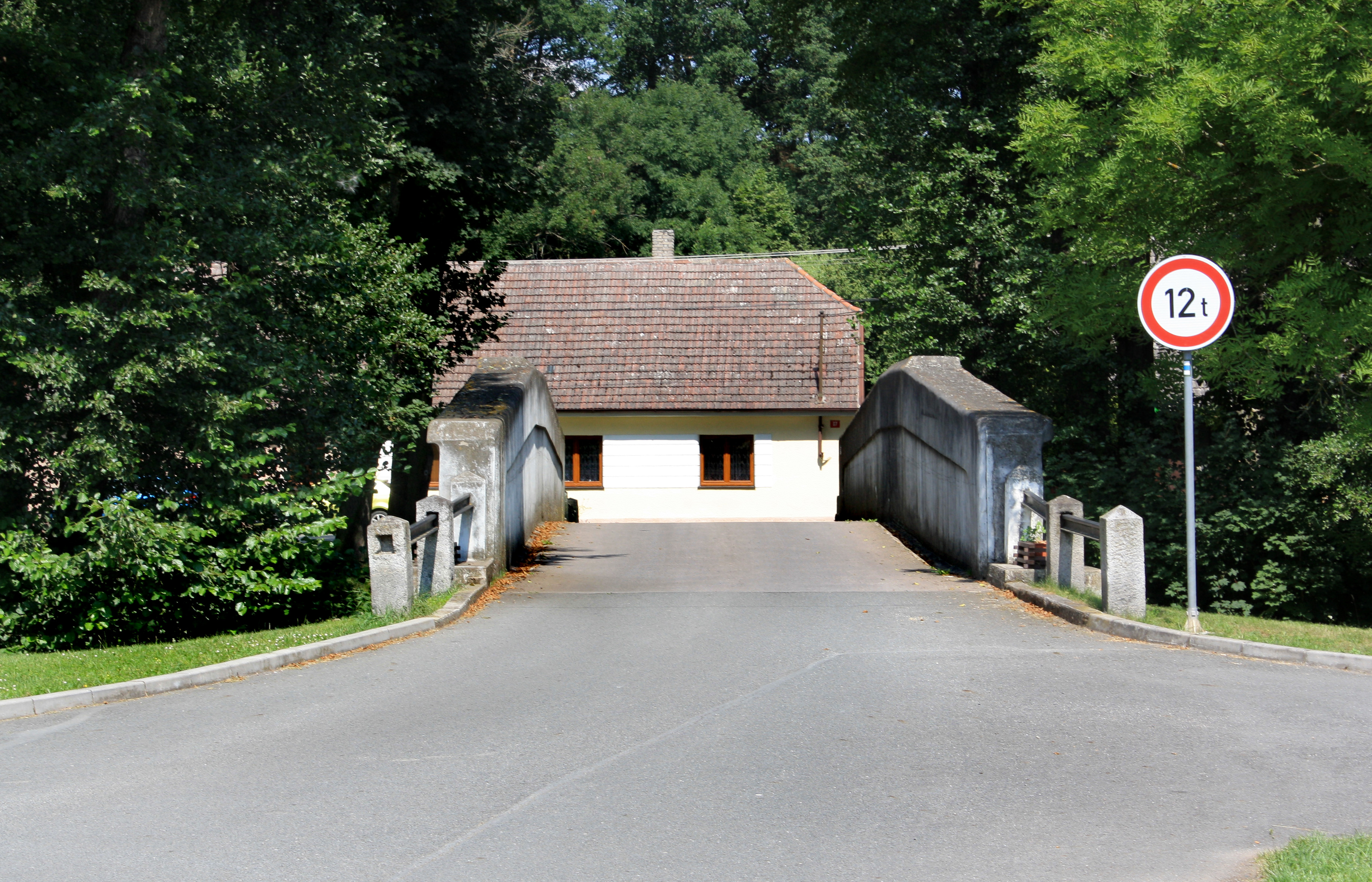
Most přes Klabavu
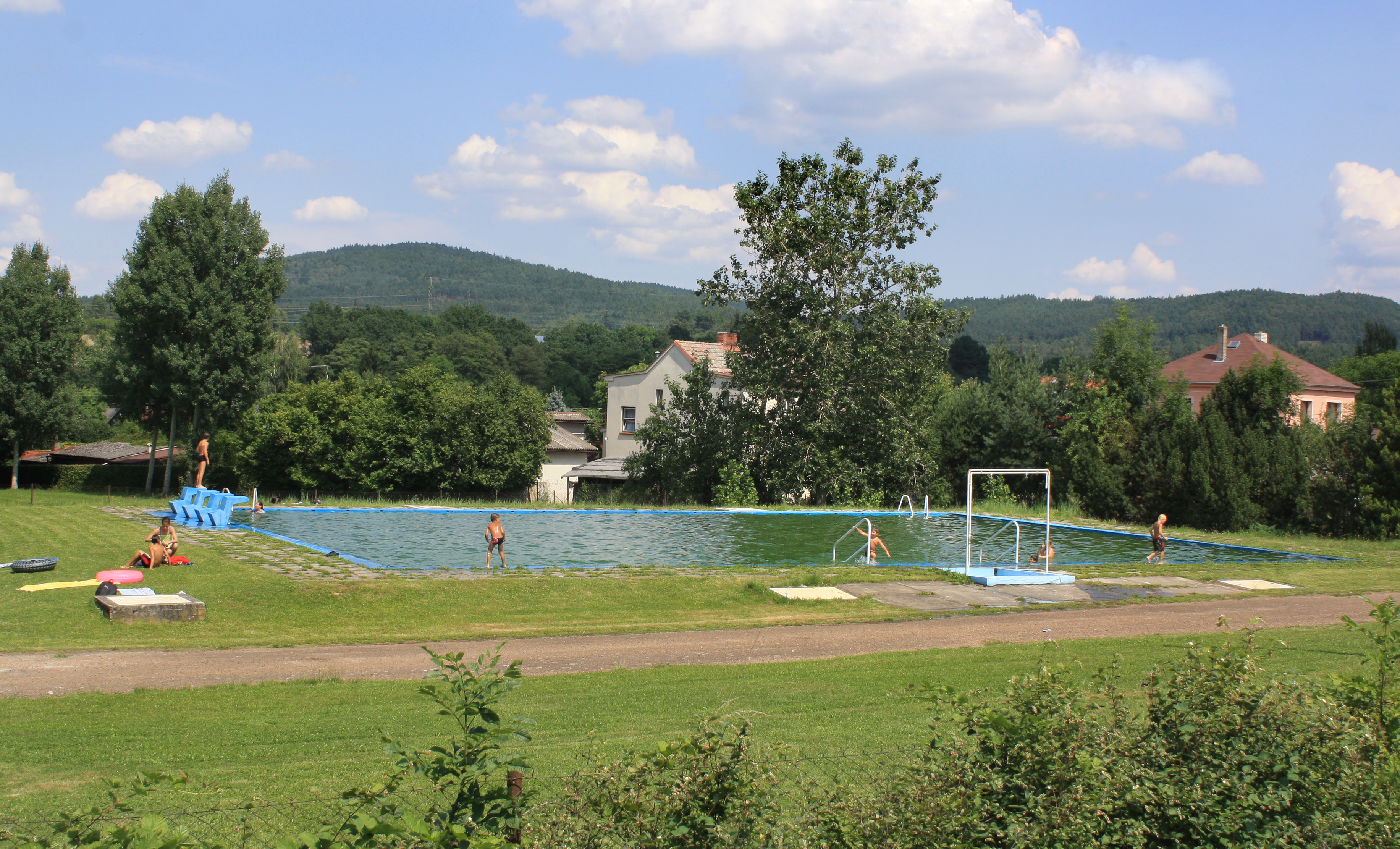
Koupaliště
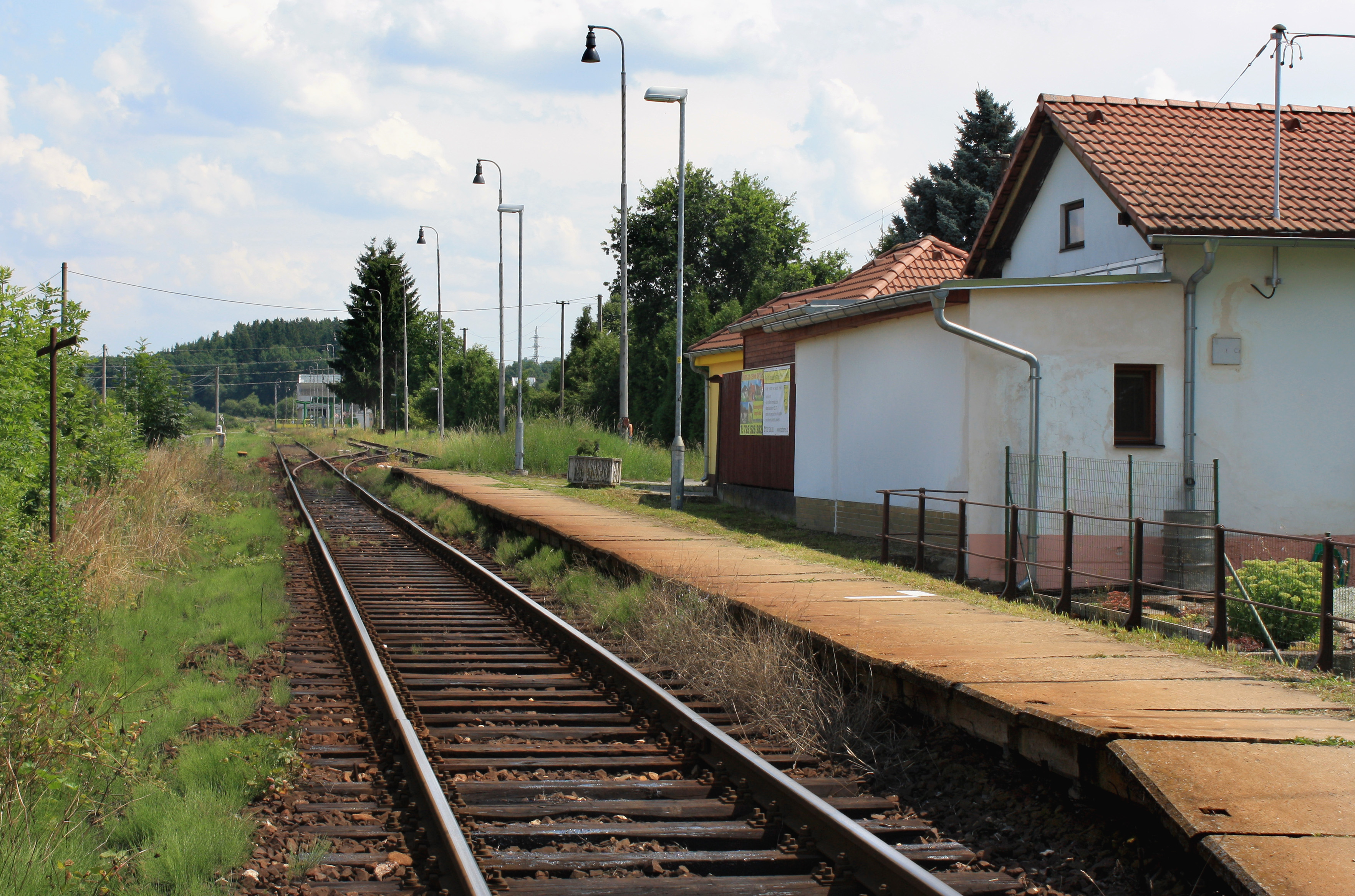
Zastávka na trati Rokycany–Nezvěstice